# NGC 7336
NGC 7336 (również PGC 69337) – galaktyka spiralna (S), znajdująca się w gwiazdozbiorze Pegaza. Została odkryta 10 września 1849 roku przez George’a Stoneya – asystenta Williama Parsonsa. Galaktyka ta jest członkiem grupy NGC 7331.